# CMA CGM Fort Saint Louis
Le navire CMA CGM Fort Saint Louis de la compagnie CMA CGM est un porte-conteneurs sous pavillon français faisant une ligne régulière entre la France et les Antilles françaises (route du Rhum) ; il est enregistré à Marseille.

## Informations générales
Il fut mis en service en juin 2003, avec trois autres navires identiques (sister-ships) : CMA CGM Fort Saint Pierre, CMA CGM Fort Sainte Marie et CMA CGM Fort Saint Georges. Ils ont été construits au chantier naval taïwanais CSBC Corporation et sont sous la société de classification Bureau Veritas
Il effectue une rotation complète en 28 jours, et fait des escales aux ports suivants : Dunkerque, Rouen, Le Havre, Montoir-de-Bretagne, Pointe-à-Pitre et Fort-de-France. Les rotations des quatre navires sont espacées d'une semaine pour offrir un approvisionnement régulier. Cette ligne permet l'importation des produits des Antilles françaises tels que le rhum, les bananes…

## Caractéristiques techniques
Il peut embarquer 2 260 conteneurs de 20 pieds (EVP), pour une longueur de presque 200 m.
Il peut transporter jusqu'à 550 conteneurs réfrigérés (Reefer) qui peuvent être transportés sur le pont ou bien dans les cales. Ceux-ci sont indispensables pour le transport des produits alimentaires tels que les bananes.
Il dispose de trois grues qu'il n'utilise pas puisque les ports où il fait escale sont pourvus de portiques, plus performants.
Équipé d'un moteur deux temps développant 24 830 kW, il a une vitesse de service de 21,5 nœuds (environ 40 km/h). Il dispose aussi de propulseurs d'étrave lui permettant de faciliter ses manœuvres dans les ports.  
Il peut aussi embarquer quelques passagers, puisque tout un pont est équipé de cabines spécialement pour eux.